# Juglandoideae
Jugandoideae — підродина горіхових.
Цю кладу вперше описав Коїдзумі в 1937 році під назвою «Drupoideae» на основі плодів Juglans і Carya, схожих на кістянки. Цю назву було відхилено, оскільки вона не ґрунтувалася на назві типового роду. Леруа (1955) і Мельхіор (1964) опублікували описи клади під назвою «Jugandoideae», але обидва були визнані недійсними через технічні нюанси. Перша дійсна публікація назви була Меннінгом (1978).
Манос і Стоун (2001) запропонували таку реорганізацію, щоб відобразити більш правдоподібний філогенетичний зв'язок, який показує, що Platycarya є сестринською частиною решти підродини, тоді як Манчестер (1987) звернувся до скам’янілостей підродини:
Subfamily Juglandoideae Manning (1978)
- Tribe Platycaryeae Nakai (1933)
  - †Hooleya E.Reid & M.Chandler
  - †Palaeoplatycarya Manchester
  - Platycarya Siebold & Zucc.
  - †Platycarypollenites (Nagy) Frederiksen & Christopher
  - †Pterocaryopsis M.Chandler
  - †Vinea Wolfe
- Tribe Juglandeae Nakai (1933)
  - Subtribe Caryinae Stone & Manos (2001)
    - Annamocarya A.Chev.
    - Carya Nutt.
    - †Caryapollenites (Raatz) Potonié
    - †Eucaryoxylon Müller-Stoll & Mädel
    - †Juglandicarya E.Reid & M.Chandler

  - Subtribe Juglandinae Stone & Manos (2001)
    - Cyclocarya Iljinsk
    - Juglans L.
    - Pterocarya Kunth
    - †Pterocaryoxylon Müller-Stoll & Mädel
- Tribe Incertae sedis
  - †Boreocarya Doweld
  - †Cruciptera Manchester
  - †Globocarya Doweld
  - †Polyptera Manchester & Dilcher